# Obrót hiperboliczny
Obrót hiperboliczny – złożenie dwóch powinowactw osiowych o przecinających się osiach w punkcie {\displaystyle O}:
- powinowactwa osiowego o osi {\displaystyle k} i skali {\displaystyle s} z wektorem powinowactwa równoległym do osi {\displaystyle l,}
- powinowactwa osiowego o osi {\displaystyle l} i skali {\displaystyle {\frac {1}{s}}} z wektorem powinowactwa równoległym do osi {\displaystyle k.}

## Własności
- Jedynym punktem stałym obrotu hiperbolicznego jest punkt przecięcia się osi {\displaystyle k} i {\displaystyle l.}
- Jedynymi prostymi stałymi tego obrotu są osie {\displaystyle k} i {\displaystyle l.}
- Figurami stałymi obrotu hiperbolicznego są między innymi hiperbole zdefiniowane w układzie współrzędnych kartezjańskich równaniem {\displaystyle xy=c.}
- Obrót hiperboliczny nie zmienia pola figury. Z tego wynika, że jest przekształceniem ekwiafinicznym.